# Qadhadhfa
I Qadhādhfa (detti anche al-Qaddafa, Gaddadfa, Qaddadfa, Gaddafa; in arabo القذاذفـة‎?, al-Qadhādhfa) sono un gruppo tribale minore, composto principalmente da berberi arabizzati, originario della regione di Sirte, nella Libia nord-occidentale.
Essi ora sono per lo più concentrati a Sabha.
Hanno svolto un ruolo di grande rilevanza nel 1969, sostenendo il colpo di Stato dell'allora capitano Muʿammar Gheddafi (che, per l'appunto, apparteneva ai Qadhādhfa) che depose re Idris I. Durante l'ultraquarantennale regime dittatoriale di Gheddafi, il presidente ha elevato molti membri della tribù a posizioni di grande importanza.
Nel corso della guerra civile libica del 2011, i Qadhādhfa hanno appoggiato senza riserve il governo del colonnello Gheddafi. Al Jazeera ha riportato la notizia che ufficiali dei Qadhādhfa hanno giustiziato 20 ufficiali della tribù Firjan nelle primissime settimane del conflitto. Dopo la morte di Mu'ammar Gheddafi nell'ottobre del 2011, membri di spicco della tribù dei Qadhādhfa hanno chiesto la consegna del cadavere ai rivoltosi di Misurata per riportarlo nella sua città natale di Sirte.